# Diane Grimonet
Diane Grimonet, née en 1960, est une photographe française.

## Biographie
Elle est née en 1960, mais se passionne pour la photo à partir de 1990, en arrivant sur Paris. Elle réalise tout d'abord des photographies de comédiens et devient photographe de scène pour différents théâtres. Puis, à partir de 1997, elle commence à réaliser des photographes de personnes en situation de précarité,.
Elle réalise notamment des reportages photos sur les femmes en errance, les personnes en situation de mal-logement, les hébergements d'urgence, les campements de fortune autour du périphérique parisien, ou encore les retraités précaires, avec des photographies remarquées et reprises dans différents médias français ou étrangers. Certaines sont également projetées au festival Visa pour l'image. Elle a été également une des bénéfisiaires de la Grande commande photographique, une commande publique du ministère français de la Culture en 2021.